# Marie-Anne-Catherine Quinault
Marie-Anne-Catherine —o Christine— Quinault (Estrasburg, 26 d'agost de 1695 - París, 1791) fou una actriu i compositora francesa del teatre barroc.
Es presentà en l'Òpera de París el 1709 amb Bellérophon, de Jean-Baptiste Lully. El 1713 deixà aquest teatre i fou admesa a la Comédie-Française, de la qual es retirà el 1722. Dotada d'una rara bellesa i de molt enginy, fou amant del duc d'Orleans, regent del regne, i després del duc de Nevers, pare del duc de Nivernais, amb qui va córrer la brama que s'havia casat en secret.
La protecció de tan elevades personalitats li va fer aconseguir una pensió del pressupost reial i allotjament en el Pavelló de la Infanta del Louvre, que conservà més de seixanta anys i on era visitada per la més alta noblesa. Morí gairebé centenària. Molt aficionada a la música, componia motets, que s'executaven a Versalles, a la Capella Reial. Per un d'ells fou condecorada amb la banda de l'Orde de Sant Miquel, distinció que mai abans ni després s'ha concedit a cap altra dona.
Hi ha tota una nissaga Quinault: a més de la seva cunyada Catherine-Jeanne Dupré, Catherine-Jeanne, els altres quatre germans també eren actors teatrals distingits: Françoise, Jean-Baptiste-Maurice, Abraham i Jeanne.